# Toy Story 4
Toy Story 4 és una pel·lícula estatunidenca d'animació per ordinador produïda per Pixar Animation Studios per a Walt Disney Studios. És el quart títol de la sèrie Toy Story i la seqüela de Toy Story 3. Està dirigida per Josh Cooley amb guió d'Andrew Stanton i es va estrenar als cinemes el 21 de juny del 2019, doblada al català.

## Argument
Nou anys abans dels esdeveniments de Toy Story 3, Control, el cotxe de carreres teledirigit d'Andy, està arrossegat per un canal durant una tempesta. Woody lidera una reeixida operació de rescat amb l'ajuda dels altres joguets, només per a descobrir que Molly, la germana menor d'Andy (que en eixe moment de la pel·lícula té quatre anys), decideix regalar Bo Peep i les seues ovelles, Billy, Goat i Gruff. Malgrat els intents de Woody per a convèncer Bo de quedar-se'ls, aquesta li diu que açò és part de ser un joguet; revelant en el procés que originàriament era de Molly i no d'Andy (dada que per al comissari era totalment desconeguda). Woody considera breument anar-se amb ella, però després reflexiona sobre com Andy se sentiria sense ell, i s'acaben acomiadant tristament l'un de l'altre. Woody és deprimit per la venda de Bo.
Dos anys després que Andy van regalar els seus joguets a Bonnie, aquests viuen feliços al costat de la seua nova propietària. Però conforme passa el temps, Woody es troba rebutjat, ignorat i descuidat per Bonnie. Passant manta hora tancat en un armari. Preocupat que Bonnie se senti aclaparada pel seu període d'orientació en l'escola bressol, Woody es fica en la motxilla de la seua propietària quan aquesta se'n va anar al jardí d'infants amb sa mare. Allí Bonnie se sent nerviosa i plora per un breu temps després que un company de classe es desembarassara dels seus articles d'artesania, mentre la resta dels xiquets omplien els portallapis. Aquest fet fa que el vaquer s'emprenye i per a solucionar el problema agafa d'amagat uns materials del fem, els quals són una forqueta-cullera, un renta canonades, un xiclet, plastilina, uns clarions i una paleta. Bonnie usa tots eixos materials per a formar un joguet fet a mà al que ella anomena "Forky", i que cobra vida en la motxilla de Bonnie; deixant impactat a Woody. En la casa de la seua propietària, Forky pateix d'una crisi existencial creient que va ser fet per a ser brossa i no un joguet. Forky es converteix en el joguet favorit de Bonnie, tot i això Woody ha d'evitar que Forky es llance al fem quan Bonnie està ocupada cercant-lo o distreta.
Els pares de Bonnie li diuen a la seua filla que se n'aniran de viatge, per la qual cosa ella decideix portar tots els seus joguets, inclòs Forky. Per el trajecte Forky aconsegueix el seu objectiu de fugir de Bonnie, saltant per la finestra de l'autocaravana; cosa que fa que Woody haja de seguir-lo per la carretera. Després de trobar a Forky, Woody li explica que ell fa que Bonnie se senta feliç, de la mateixa manera que la brossa també fa que Bonnie se senta feliç. Forky finalment acaba entusiasmant-se després de saber-se el joguet predilecte de Bonnie, Woody li acaba explicant alhora sobre la seua història amb Andy. Però tot just quan tots dos se dirigien a l'estacionament d'autocaravanes on Bonnie i la seua família s'allotjaven, Woody observa la llum de Bo en una botiga d'antiguitats dita "Segona Oportunitat". Cercant a Bo dins, Forky i Woody es troben una nina anomenada Gabby Gabby i uns maniquins d'un ventríloc (i a més els sequaços d'aquesta), inclòs un anomenat Benson "l'assistent personal de Gabby".
Al principi Gabby fingeix voler guiar-los fins a Bo, però després revela el seu vertader pla d'obtenir el mòdul de veu de Woody; ja que el seu està trencada i si no en té una capsa de veu en bon funcionament, la neta de Margaret (que és la propietària de la botiga), Harmony, mai no la comprarà. Gabby mana a Benson i els altres maniquins de perseguir a Woody i Forky, i ells segresten aquest últim. Woody acaba en un pati d'esbarjo on es retroba feliçment amb Bo, Billy, Goat i Gruff. Revelant Bo que havien passat set anys vivint l'estil de vida lliure de joguets «perduts» al costat de la policia de butxaca Giggle McDimples. Bo acaba accedint a ajudar Woody.
En un parc d'atraccions Buzz Lightyear tracta de trobar Woody i Forky amb l'ajuda de la seua veu interior: les frases produïdes pel seu mòdul de veu quan pitja botons. Quan Buzz queda atrapat com a premi en un recinte firal que està entre l'estacionament d'autocaravanes i el «Segona Oportunitat», escapa amb els joguets de pelfa Aneguet i Conillet; i a la fi es troben amb Woody i Bo.
Amb el joguet policia Giggle McDimples i el joguet especialista Duke Caboom intenten amb poc èxit rescatar Forky. Bo, no disposada a arriscar la vida dels altres en un altre intent, se'n va enfadada després que Woody l'insulte indirectament. Woody es troba Gabby una vegada més i aquesta li conta el seu anhel de pertànyer a Harmony. Commogut per aquestes paraules, Woody li dona el seu mòdul de veu a canvi que allibere Forky; i així l'intercanvi és fet.
Malgrat el nou mòdul de veu de Gabby, Harmony la rebutja de totes maneres. Woody envia Forky tot sol amb un missatge per a Buzz; un perquè es reuniren en el carrousel de carnestoltes. Woody consola una Gabby amb el cor trencat, convidant-la a ser un joguet de Bonnie. Aleshores Bo i la resta del grup tornen per ajudar a Woody. Els joguets a l'autocaravana interfereixen amb els controls del vehicle, guanyant temps evitant que la família marxe. Quan Gabby observa una xiqueta perduda plorant en el carnestoltes, ella decideix convertir-se en el joguet d'eixa xiqueta. Guanyant valor gràcies a Gabby, la xiqueta s'acosta a un agent de seguretat i acaba podent reunir-se amb els seus pares.
Al carrousel Woody i Bo comparteixen un agredolç adéu; Woody dubta sobre si separar-se d'ella una vegada més. Buzz li diu que Bonnie estarà millor sense ell, així que Woody decideix quedar-se amb Bo. Woody aleshores té un emotiu adéu amb els seus amics joguets, entre ells Forky. L'autocaravana acaba marxant, amb els joguets restants de Bonnie en ella. Woody i Buzz comparteixen, des de lluny, el moment dient "A l'infinit, i més enllà".
Durant els crèdits es veu en Woody en les seues aventures amb Bo. També es mostra la Bonnie en el seu primer any d'escola, on fa un altre joguet: un ganivet dit Knifey, que pateix una crisi existencial igual que Forky, i tot acaba amb Forky presentant-se al ganivet.

## Repartiment
En el repartiment original en anglès hi van participar:
- Tom Hanks com a Woody[2]
- Tim Allen com a Buzz Lightyear[3]
- Annie Potts com a Bo Peep[4]
- Joan Cusack com a Jessie[4]
- Blake Clark com a Slinky Dog[5]
- Don Rickles com la Sr. Patata[6]
- John Ratzenberger com a Hamm[7]
- Wallace Shawn com a Rex[8]
- Estelle Harris com la Sra. Patata[4]
- Jodi Benson com a Barbie[4]
- Michael Keaton com a Ken[8]
- Jeff Pidgeon com a Strangers[5]
- Kristen Schaal com a Trixie[9]
- Bonnie Hunt com a Dolly[4]
- Timothy Dalton com el Sr Pricklepants[10]
- Jeff Garlin com a Buttercup[4]
- Laurie Metcalf com la Senyora Davis[11]
- Lori Alan com la Senyora Anderson[5]
- Tony Hale com a Forky[12][13]
- Keegan-Michael Key i Jordan Peele com a Aneguet i Conill[14][15]